# Папа Јован XI
Папа Јован XI (латински: Ioannes XI; 910. - децембар 935.) је био 125. папа римокатоличке цркве од марта 931. године до своје смрти 935. године. Један је од папа периода Saeculum obscuruma.

## Биографија
Јован је рођен око 910. године у Риму. Идентитет његовог оца није поуздано утврђен. Мајка му је свакако била Марозија, најмоћнија жена у Риму почетком 10. века. Према Liber Pontificalis-у и Лиутпранду из Кремоне, Јованов отац био је папа Сергије III (904-911). Фердинанд Грегоровиус, Ернст Димлер и Томас Гринвуд слажу се са Луитпрандом. Уколико је то истина, Јован је једини ванбрачни син неког папе који је и сам постао папа (папа Силвестер је био легитимни син папе Хормизда). Поједини историчари верују да је Јован био син Алберта I од Сполета, грофа Тускулума. Јованова мајка Марозија била је де факто римски владар почетком 10. века. Јованов претходник, папа Стефан VII, постављен је на папску столицу као привремено решење, док Јован не стаса за тај положај. Када му је отпочео понтификат, Јован је имао око 20 година. Марозија је имала потпуну контролу над својим сином. Након свргавања Марозије 932. године Јован је постао инструмент у рукама свога брата, Алберика II од Сполета. Алберик је брату препустио чисто црквена овлашћења. Папа Јован је подржао устоличење цариградског патријарха Теофилакта (935) и Артолда, надбискупа Ремса (933). Опатија Клини је током Јовановог понтификата стекла многе привилегије.
Јован је умро децембра 935. године. Наследио га је папа Лав VII (936-939).